# سام ارفين
سام ارفين (بالإنجليزية: Sam Ervin)‏ (و. 1896 – 1985 م) هو سياسي، وقاض، ومحام من الولايات المتحدة الأمريكية ولد في مورغانتون، كارولاينا الشمالية.
تولى منصب عضو مجلس الشيوخ الأمريكي .

## التعليم
تعلم في كلية هارفارد للحقوق، وجامعة ولاية كارولينا الشمالية في تشابل هيل.

## جوائز
حصل على جوائز منها ستار سيلفر.

## روابط خارجية
- سام ارفين على موقع الموسوعة البريطانية (الإنجليزية)
- سام ارفين على موقع مونزينجر (الألمانية)
- سام ارفين على موقع إن إن دي بي (الإنجليزية)